# Oxypilus guentheri
Oxypilus guentheri es una especie de mantis de la familia Hymenopodidae.

## Distribución geográfica
Se encuentra en  Camerún y Nigeria.